# Protium beandou
Protium beandou är en tvåhjärtbladig växtart som beskrevs av March. och Adolf Engler. Protium beandou ingår i släktet Protium och familjen Burseraceae. Inga underarter finns listade i Catalogue of Life.